# İrfan Can Kahveci
İrfan Can Kahveci (Bayat, 1995. július 15. –) török válogatott labdarúgó, középpályás, a Fenerbahçe labdarúgója.

## Pályafutása

### Klubcsapatokban
A Çorum tartománybeli Bayatban született, majd még gyermekkorában szüleivel Ankarába költöztek. A helyi Gençlerbirliği akadémiáján ismerkedett meg a labdarúgás alapjaival, és itt kapta első profi szerződését 2012-ben, amikor felkerült a felnőtt csapat keretéhez. Az ezt követő idényben jobbára a tartalékok közt játszott, majd egy szezon erejéig kölcsönben a Hacettepében szerepelt.
A 2014-2015-ös szezontól kezdődően lett stabil tagja a Gençlerbirliğinek, idővel pedig a török bajnokság egyik legjobb és legkeresettebb középpályásává vált. Első idényében 30 találkozón háromszor, második idényében pedig 33 bajnokin hatszor volt eredményes. Bár sajtóértesülések szerint spanyol csapatok is érdeklődtek iránta, 2016. december 26-án végül az İstanbul Başakşehir játékosa lett, négy és fél évre szóló szerződést aláírva. Az isztambuli csapattal a 2019–2020-as szezonban bajoki címet szerzett. Nemzetközileg akkor vált igazán ismertté, amikor a Bajnokok Ligája 2020–2021-es idényében mesterhármast ért el az RB Leipzig ellen 4–3-ra elvesztett csoportmérkőzésen. Ronaldo és Gareth Bale után a harmadik játékos lett a Bajnokok Ligájában, aki vesztes csapatban szerzett három gólt.
2021. január 31-én a Fenerbahçe igazolta le. Négy és fél évre írt alá az isztambuli csapathoz, amely 7 millió eurót fizetett érte.

### A válogatottban
A válogatott keretébe Fatih Terim hívta be először 2016 augusztusában, de csak a 2018-as világbajnokság selejtezői alatt vált stabil kerettaggá. 2018. március 23-án debütált a válogatottban, egy Írország elleni 1–0-s győzelem alkalmával. 2021 júniusában Şenol Güneş meghívta az Európa-bajnokságon résztvevő 26 fős keretbe. A törökök utolsó csoportmérkőzésén, a Svájc ellen 3–1-re elveszített találkozón ő szerezte csapat gólját.

## Magánélete
Két testvére van. Középiskolai tanulmányai után a Gazi Egyetem hallgatója lett.

## Sikerei, díjai
İstanbul Başakşehir
- Török bajnok: 2019–20[13]